# Поднєвич Валентин Опанасович
Валентин Афанасійович Поднєвич (рос. Валентин Афанасьевич Подневич; 19 вересня 1923, Судженка — 5 грудня 1943) — радянський офіцер, Герой Радянського Союзу, в роки німецько-радянської війни командир батареї 849-го артилерійського полку (294-я стрілецька дивізія, 52-а армія, 2-й Український фронт), старший лейтенант.

## Біографія
Народився 19 (за іншими даними — 21) вересня 1923 року в селі Судженка (нині Кемеровського району Кемеровської області Росії) в сім'ї службовця. Росіянин. Батько був великим фахівцем в гірничорудній промисловості, і сім'я в 1928 році переїхала до обласного центру — Новосибірська. Тут Валентин закінчив середню школу в червні 1941 року.
У листопаді 1941 року був призваний в Червону Армію Анжеро-Судженським райвійськкоматом і спрямований у військове училище. У червні 1942 року успішно закінчив Томське артилерійське училище. З липня 1942 року в діючій армії. Перше бойове хрещення прийняв на Волховському фронті на посаді командира вогневого взводу 849-го артилерійського полку 294-ї стрілецької дивізії.
У боях під Ленінградом, потім на Курській дузі, на землях України проявив себе хоробрим, ініціативним і вмілим артилеристом. 2 вересня 1943 року в бою за село Бобошка під містом Суми Поднєвич, висунувшись вперед, виявив танки і велику групу ворожих автоматників. Німці готувалися до контратаки. Зробивши розрахунки, він передав дані для стрільби на батарею. Зосередженим вогнем ворожому угрупованню було завдано великої шкоди. У наступних восьмиденних наступальних боях батарея Валентина Поднєвича підтримувала піхоту. За ці бої він був нагороджений орденом Червоної Зірки. Особливо відзначився в боях за відвоювання міста Черкаси взимку 1943 року.
1 грудня 1943 року в боях під містом Сміла, коли підрозділ потрапив в оточення, старший лейтенант Поднєвич вміло організував кругову оборону. Батарея знищила дві самохідні гармати, танк і велику групу ворожої піхоти і вийшла з оточення. 2 грудня біля хутора Кирилівка позиції батареї атакували десять танків. Підпустивши ворога на сто метрів, артилеристи відкрили вогонь. Втративши три танки, ворог відкотився назад. 3 грудня були спалено дві самохідні гармати і один танк, винищено близько півсотні ворожих солдатів. 
4 грудня в бою батарея Поднєвича знищила три танки і одну самохідну гармату. Сам командир був важко поранений в плече і голову, але продовжував керувати підрозділом. Коли скінчилися снаряди, і ворожі танки, а за ними і піхота, увірвалися на позиції батареї, артилеристи продовжували бій гранатами і особистою зброєю. Поднєвич особисто підбив ворожий танк гранатою. 5 грудня офіцер загинув у бою. Батарея старшого лейтенанта Поднєвича, прикувавши до себе великі сили гітлерівців, завдала їм великих втрат.

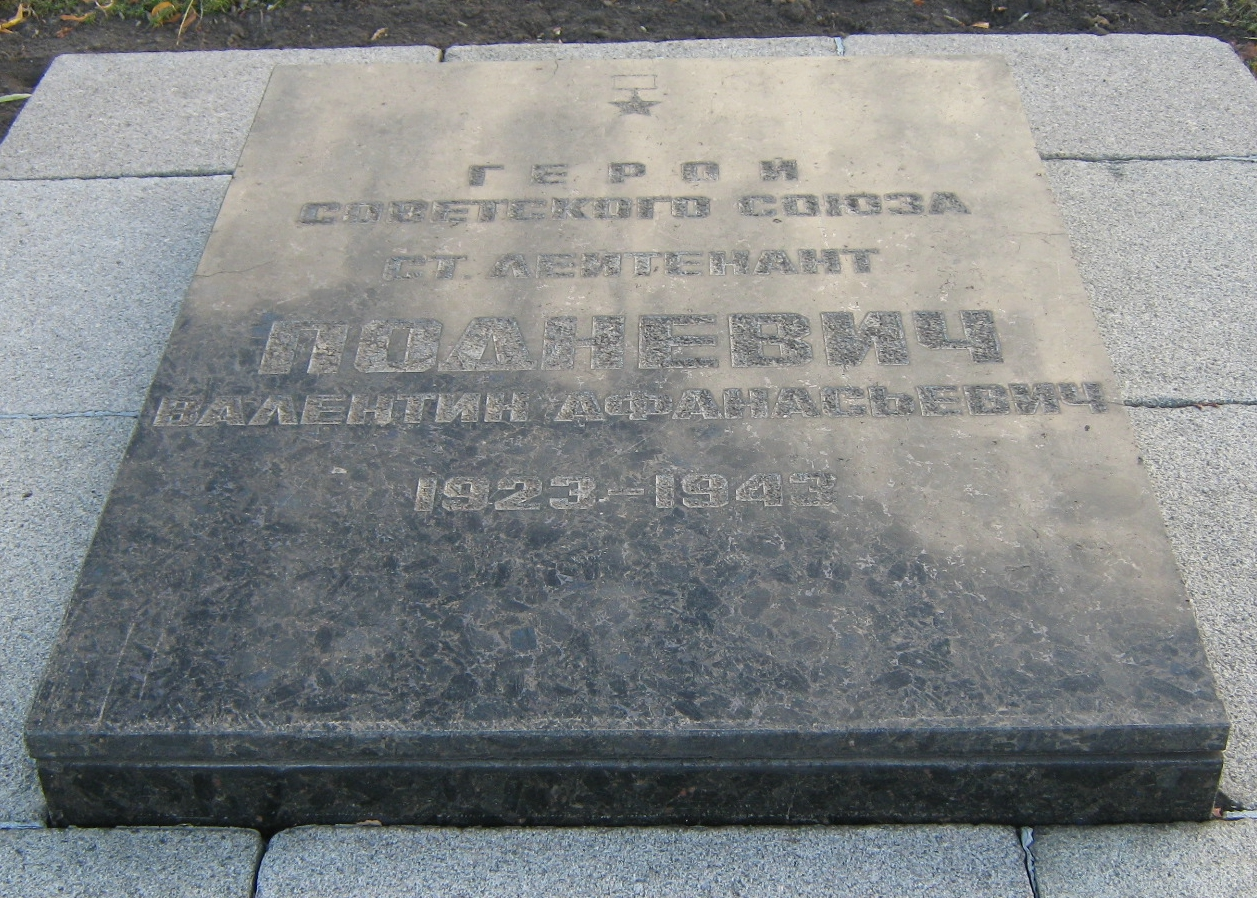
Плита на Пагорбі Слави

Був похований на цвинтарі на хуторі Кирилівка. Пізніше перепохований в місті Черкасах на Пагорбі Слави. На могилі встановлено меморіальну плиту.

## Нагороди, пам'ять
Указом Президії Верховної Ради СРСР від 17 травня 1944 року за зразкове виконання бойових завдань командування на фронті боротьби з німецько-фашистськими загарбниками і проявлені при цьому мужність і героїзм старшому лейтенантові Поднєвичу Валентину Афанасійовичу присвоєно звання Героя Радянського Союзу (посмертно). Нагороджений орденами Леніна, Червоної Зірки.
Його ім'я було присвоєно школі № 19 міста Черкаси. У Новосибірську на будівлі школи № 54, де навчався Герой, встановлена меморіальна дошка.